# Magyar Koalíció

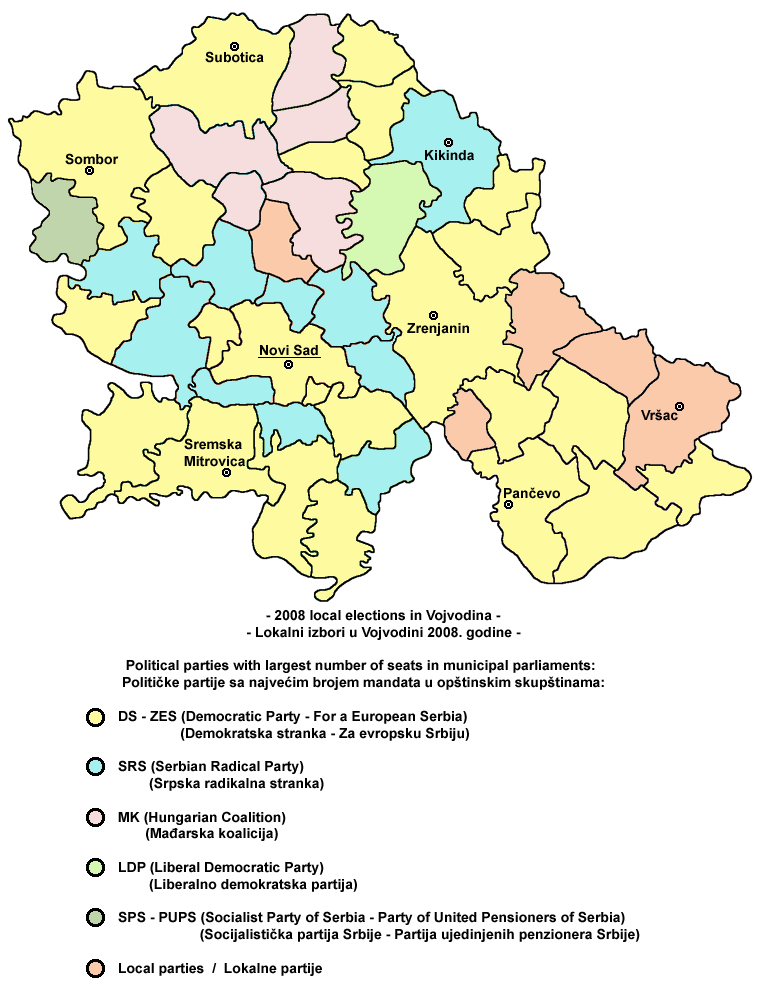
Darstellung der relativen Wahlsieger in den Gemeinden der Vojvodina bei den Kommunalwahlen 2008

Magyar Koalíció (serbisch Мађарска Коалиција Mađarska Koalicija, deutsch Ungarische Koalition) war eine Koalition von drei Parteien in Serbien.
Für die serbische Parlamentswahl 2008 gingen die drei ungarischen Parteien Vajdasági Magyar Szövetség, Vajdasági Magyar Demokrata Párt und Vajdasági Magyarok Demokratikus Közössége ein Bündnis ein. Vorsitzender der Koalition war István Pásztor. Die Parteien gewannen vier Sitze im serbischen Parlament. Parlamentsmitglieder waren Elvira Kovács, Árpád Fremond, László Varga und Bálint Pásztor. Für die Regierungsbildung unterstützten sie die Koalition Für ein europäisches Serbien.